# Hot Hot Heat
Pour les articles homonymes, voir HHH.
Hot Hot Heat (HHH) est un groupe de rock canadien, originaire de Victoria, en Colombie-Britannique. Le combo pratique une musique proche du son dance-punk, teintée de power pop et de refrains entraînants. Leur influence musicale se situe quelque part entre Elvis Costello, XTC, Blur et les Franz Ferdinand.

## Biographie

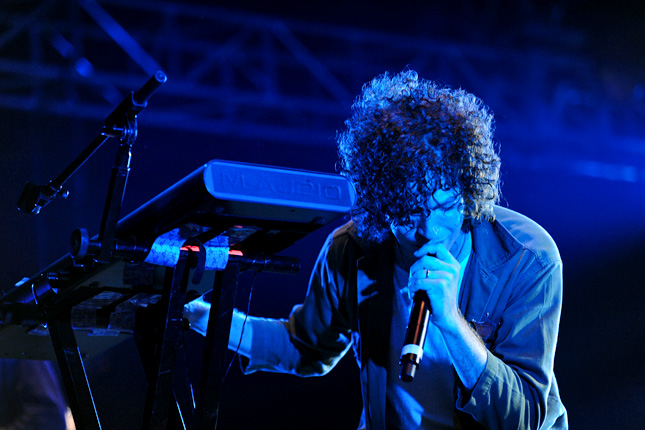
Hot Hot Heat en concert.

Dustin Hawthorne et Steve Bays sont membres de différents groupes chacun de leur côté ; ils rencontrent Paul Hawley en 1998. En 1999, Hawley achète un clavier Juno 6 et demande à Bays de s'y essayer. Hawley reprend la batterie de Bays et Hawthorne joue de la basse. Matthew Marnik, un ami du groupe, se met au chant. Le style original du groupe peut être considéré comme electropunk.
En 2005, le groupe ouvre pour Weezer et Foo Fighters à la tournée Foozer Tour. Hot Hot Heat joue aussi pour The Killers au Red Rocks Amphitheatre le 17 mai 2007. Mais The Killers sont forcés d'arrêter car le chanteur Brandon Flowers souffrait d'une bronchite. La suite de l'album Elevator, Happiness Ltd., est publiée le 11 septembre 2007. Hot Hot Heat tourne en 2007 avec Snow Patrol pendant leur tournée américaine.  Le groupe passe les années 2008 et 2009 à enregistrer et bâtir son propre studio.
Leur quatrième album, Future Breeds, est publié le 8 juin 2010 chez Dine Alone Records. Avant sa sortie, le groupe joue dans des clubs new-yorkais (Public Assembly en mai), et à Los Angeles (Bootleg Theater en juin).
Le 10 septembre 2015, Hot Hot Heat annonce de nouveaux morceaux sur Instagram pour printemps 2016. Le 24 juin 2016, Hot Hot Heat sort un album homonyme et annonce qu'il sera son dernier album.
Le 18 novembre 2023, le groupe annonce sa reformation, pour de nouveaux enregistrements et concerts. Son single de retour, Shock Me, est publié le 1er décembre 2023. Le 26 janvier 2024, le groupe annonce s'être de nouveau séparé « peu avant le début de l'année ».

## Membres
- Steve Bays - chant, clavier
- Dante DeCaro - guitare
- Parker Bossley - basse
- Paul Hawley - batterie